# Tranvia Napoli-Frattamaggiore
Per poco più di mezzo secolo la tranvia Napoli-Frattamaggiore ha rappresentato un fondamentale strumento di comunicazione con Napoli per le località di Frattamaggiore e Casandrino.
Realizzata a trazione elettrica a cura della Société Anonyme des Tramways Provinciaux, una società a capitali belgi, la tranvia presentava una breve diramazione fra Grumo Nevano e Casandrino. Il traffico passeggeri crebbe gradualmente fino alla seconda guerra mondiale. Successivamente a questa le mutate politiche di gestione del territorio, che non favorivano gli impianti su ferro, portarono a una graduale dismissione dell'estesa rete di cui la tranvia faceva parte, decretando la chiusura della stessa nel 1961.

## Storia

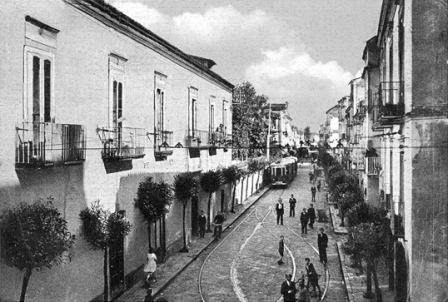
Grumo Nevano - Via Roma

Il 24 ottobre 1897 la Société Anonyme des Tramways Provinciaux (SATP), che già eserciva le tranvie da Napoli per Aversa e Caivano, presentò domanda di concessione per un nuovo collegamento verso Frattamaggiore, che venne ottenuta ufficialmente solo cinque anni dopo, con Regio decreto 12 ottobre 1903, a causa di una contesa giudiziaria con un'altra società che proponeva un progetto analogo.
Al termine dei lavori di costruzione, avviati dalla SATP in anticipo rispetto all'ottenimento formale della concessione, la linea venne inaugurata il 7 luglio 1904, acquisendo l'11 maggio 1910 una breve diramazione a servizio di Casandrino. Rimase invece allo stato di relazione di progetto l'ipotizzato prolungamento per Frattaminore-
Orta d'Atella-Succivo e Sant'Arpino.
Il periodo fra le due guerre, pur caratterizzato dalle inevitabili difficoltà economiche, fu relativamente tranquillo per la SATP, che intraprese un programma di profondo rinnovamento degli impianti e acquisì nuovo materiale rotabile, avviando la ricostruzione di quello preesistente; l'opera più significativa di tale periodo fu la realizzazione di una rotonda che consentì di razionalizzare le numerose intersezioni presenti a Capodichino.
In conseguenza di tali rinnovamenti l'Azienda Trasporti Comunale di Napoli (ATCN) il 31 marzo 1929 acquisì l'esercizio delle sole Tranvie del Nord, mentre fu mantenuta l'indipendenza delle linee SATP.
Il 27 gennaio 1957 si costituì a Napoli la società Tranvie Provinciali di Napoli (TPN), cui la SATP trasferì l'intero patrimonio e le concessioni di esercizio delle proprie linee.
La nuova azienda avviò un piano di graduale sostituzione dei servizi tranviari con autolinee e filovie, avvalendosi in tal senso dei contributi economici resi disponibili dalla legge n. 1221 del 2 agosto 1952. Tale piano fu in seguito approvato con Decreto ministeriale n. 3158 del 9 dicembre 1959.
L'esercizio della tranvia Napoli-Frattamaggiore e della diramazione per Casandrino cessò il 23 aprile 1961.

## Caratteristiche tecniche
|  |  | Unknown route-map component "uexKDSTa" |

|  |  | Unknown route-map component "uexBHF" |

|  | Unknown route-map component "CONTgq" | Station on transverse track | Unknown route-map component "uxmKRZ" | Unknown route-map component "CONTfq" |

|  | Unknown route-map component "uexKBHFaq" | Unused transverse waterway | Unknown route-map component "uexABZg+r" |  |

|  |  | Unknown route-map component "uexBHF" |

|  |  | Unknown route-map component "uexBHF" |

|  |  | Unknown route-map component "uexBHF" |

|  | Unknown route-map component "exCONTg" | Unused urban continuation backward | Unused straight waterway |  |

| Unknown route-map component "uexSTR+l" | Unknown route-map component "exmKRZ" | Unknown route-map component "uexTBHFx" | Unknown route-map component "uexABZqr" | Unknown route-map component "uexCONTfq" |

| Unused straight waterway | Unknown route-map component "exSTR" | Unknown route-map component "uexABZg+l" | Unknown route-map component "uexKDSTeq" |  |

| Unused straight waterway | Unknown route-map component "exSTR" | Unknown route-map component "uexBHF" |  |  |

| Unused straight waterway | Unknown route-map component "exSTR" | Unknown route-map component "uexBHF" |  |  |

| Unknown route-map component "uexABZg+l" | Unknown route-map component "exmKRZ" | Unknown route-map component "uexSTRr" |  |  |

| Unknown route-map component "uexBHF" | Unknown route-map component "exSTR" |  |  |  |

| Unknown route-map component "uexmKRZ" | Unknown route-map component "exSTRr" |  |  |  |

| Unknown route-map component "uexBHF" |

| Unused straight waterway | Unknown route-map component "exSTR+l" | Unknown route-map component "exCONTfq" |  |  |

| Unused straight waterway | Unknown route-map component "exKBHFe" |  |  |  |

| Unknown route-map component "uexKBHFe" |

Il tracciato della tranvia, lunga 6,5 km, a scartamento ordinario ed elettrificata in corrente continua a 550 V, nella prima parte era comune rispetto alla linea per Caivano, che intersecava sia la ferrovia Napoli-Nola-Baiano che l'Alifana, fino a raggiungere la rotonda di Capodichino.

### Percorso
La linea si diramava da quella per Caivano al termine della via Francesco De Pinedo, in località Villa Elisabetta,  proseguendo verso nord lungo la direttrice che in seguito prese appunto il nome di "via Tranvia Fratta". Il binario serviva i comuni di Casavatore, Arzano e Grumo Nevano all'interno del quale impegnava via Roma per poi scavalcavare la ferrovia Napoli-Foggia presso la stazione di Frattamaggiore, raggiungendo infine il centro della cittadina in piazza Riscatto.
La linea disponeva di un deposito-officina dedicato, posto anch'esso a Frattamaggiore alcune centinaia di metri dopo il capolinea, dotato di una rimessa coperta per le elettromotrici con adiacente piazzale di ricovero per le carrozze; l'intero impianto affiancava per circa 35 metri la via XXXI Maggio.
La diramazione per Casandrino misurava 890 metri e, con l'eccezione di due coppie di corse al giorno, era esercita a spola da Grumo.

## Materiale rotabile
L'esercizio a vapore fu garantito dalla presenza di un parco di diciassette locomotive a vapore, a due e a tre assi, di costruzione Krauss.
Accanto alle locomotive, della dotazione d'origine facevano parte diverse carrozze rimorchiate, che nel 1898 risultavano pari a 48 esemplari.
In occasione dell'avvio dei servizi a trazione elettrica furono acquistate in più serie 56 elettromotrici dei costruttori Baume et Marpent, Carrosserie Industrielle, Ditta Preston e Officine Ferroviarie Meridionali, che fecero servizio sia con carrozze riconvertite risalenti al periodo del vapore, sia con rimorchiate di nuova costruzione. Alcuni di tali rotabili, pesantemente danneggiati durante i bombardamenti del 1943, furono in seguito totalmente ricostruiti. Negli ultimi anni di esercizio la SATP si avvalse inoltre di sette elettromotrici tranviarie urbane noleggate dall'ATAN di Napoli.
Tutte le elettromotrici videro, negli anni venti, la cassa verniciata nello schema castano e isabella che le accomunava ad altri veicoli interurbani ferrotranviari.